# Chen Arieli
Chen Arieli (Haifa, 9 de julho de 1976) é uma ativista dos direitos LGBT israelense. Ela é atualmente a vice-prefeita da cidade de Tel Aviv. Ela também tem atuado desde 2015 como co-diretora da Aguda, uma ONG focada na criação de políticas LGBT em Israel.

## Ativismo
No ano de 2016, Arieli e Imri Kalmann, co-diretor da Aguda, juntos de outros grupos ativistas LGBT, protestaram contra um projeto do Ministério do Turismo de Israel que custaria ao governo por volta de 11 milhões de shekeles, o qual incluía pintar um avião com as cores do arco-íris para atrair turistas para a Parada do Orgulho LGBT de Tel Aviv. O protesto fez com que o projeto fosse cancelado.
Em 2017 participou de protestos contra a decisão do governo de manter a lei que barrava a adoção de crianças por casais de mesmo sexo.

## Atuação política
Em agosto de 2018, Arieli anunciou que estaria se juntando ao atual candidato para a prefeitura de Tel-Aviv, Asaf Zamir, na terceira vaga. Chen ficou na vaga antes pertencente a Yaniv Waizman, fundador e diretor da Juventude Gay de Israel (IGY), que passou a ocupar a quarta vaga. Apesar de Zamir ter perdido a eleição para Ron Huldai, Arieli foi eleita pelo conselho para servir como vice-prefeita.

## Honras
Em 2018, Arieli foi escolhida uma das ativistas mulheres mais influentes pela revista israelense Globes.